# Зябровська сільська рада
Зябровська сільрада (біл. Зябраўскі сельсавет) — адміністративна одиниця на території Гомельського району Гомельської області Білорусі. Центр — село Зябровка.

## Склад
Зябровська сільська рада охоплює 7 населених пунктів:
- Воєвода — селище;
- Гроза — селище;
- Зарниця — селище;
- Зябровка — село, центр сільради;
- Контакузовка — село;
- Кореньовка — селище;
- Красне Селище — селище.